# Red de Museos para la Atención a personas con Discapacidad
La Red de Museos y Espacios Culturales para la Atención de Personas con Discapacidad, es un proyecto en el que participan más de 20 museos los cuales atienden y sensibilizan hacia grupos vulnerables de la población mexicana a través de diversas temáticas, con el objetivo de fomentar la cultura de inclusión, promover el respeto, la convivencia y la cooperación de personas con discapacidad.

## Historia
La Red de Museos para la Atención a Personas con Discapacidad nace en 2013, ante la necesidad de permitir a las personas con alguna discapacidad (PcD), física o mental poder disfrutar plenamente de los servicios y bienes culturales de los museos y espacios culturales, brindando una atención eficaz y eficiente por parte de las instituciones. Esto como parte de los principios de la Convención sobre los Derechos de las Personas con Discapacidad, organizada en 2006 por la ONU y en la que participó México.
Entre los objetivos principales se encuentran:
- Crear una cultura de inclusión de las personas con discapacidad en los variados ámbitos de la vida en sociedad.[3]
- Fomentar los valores de respeto, convivencia y cooperación, sustentada en los principios de la Convención sobre los Derechos de las Personas con Discapacidad, auspiciada por la Organización de las Naciones Unidas en 2006, que tiene el propósito de "Promover, proteger y asegurar el goce pleno y en condiciones de igualdad de todos los derechos humanos y libertades fundamentales, por todas las personas con discapacidad, y promover el respeto de su dignidad inherente" (art. 1. Convención sobre los Derechos de las Personas con Discapacidad y Protocolo Facultativo), ratificada dos años después y firmada por México.[3]

## Lista de Museos
Actualmente el proyecto se encuentra integrado por más de 40 museos y zoológicos ubicados en la Ciudad de México, Querétaro y Guanajuato. Del mismo modo se mantiene una alianza con organismos gubernamentales y no gubernamentales, los cuales atienden a este segmento vulnerable de la población. A continuación se listan las instituciones que integran el proyecto:
- Acuario Inbursa.
- Antiguo Colegio de San Ildefonso.
- Centro Cultural de España en México.
- Centro Cultural Universitario Tlatelolco.
- Centro de la Imagen.
- Centro Nacional de las Artes.
- Cineteca Nacional.
- Ex Teresa Arte Actual.
- Foto Museo Cuatro Caminos.
- Fundación Herdez.
- Laboratorio Arte Alameda.
- Museo de Arte de la SHCP Antiguo Palacio del Arzobispado.
- Museo de Arte Popular.
- Museo de Historia Natural.
- Museo de Historia de Tlalpan.
- Museo de la Basílica de Guadalupe.
- Museo de la Ciudad de México.
- Museo de la Luz.
- Museo Interactivo de la Policía Federal.
- Museo de la Tortura y Pena Capital.
- Museo de las Constituciones.
- Museo del Chocolate.
- Museo del Estanquillo.
- Museo del Juguete Antiguo Mexicano (MUJAM).
- Museo del Telégrafo.
- Museo Legislativo.
- Museo Mural Diego Rivera.
- Museo Nacional de Arte.
- Museo Nacional de la Acuarela.
- Museo Nacional de la Estampa.
- Museo Nacional de la Revolución.
- Museo Nacional de San Carlos.
- Museo Universitario del Chopo.
- Museo Soumaya Plaza Carso.
- Palacio de Minería.
- Palacio de Cultura Banamex.
- Papalote Museo del Niño.
- Universum.
- Zoológico de Chapultepec.
- Zoológico Los Coyotes.